# Rue de Potter
Pour les articles homonymes, voir Potter.
La rue de Potter (en néerlandais : de Potterstraat) est une rue bruxelloise de la commune de Schaerbeek. Elle relie la rue d'Aerschot à la rue de Brabant (côté place Liedts).
La numérotation des habitations va de 1 à 47 pour le côté impair et de 2 à 36 pour le côté pair.
Cette rue porte le nom du journaliste belge Louis de Potter (1786-1859), qui fut le chef spirituel de la révolution belge en 1830 et président du Comité central au Gouvernement provisoire de septembre à décembre 1830. Elle est située dans le quartier des rues portant les noms des fondateurs de la Belgique indépendante.